# Lawrence Hough

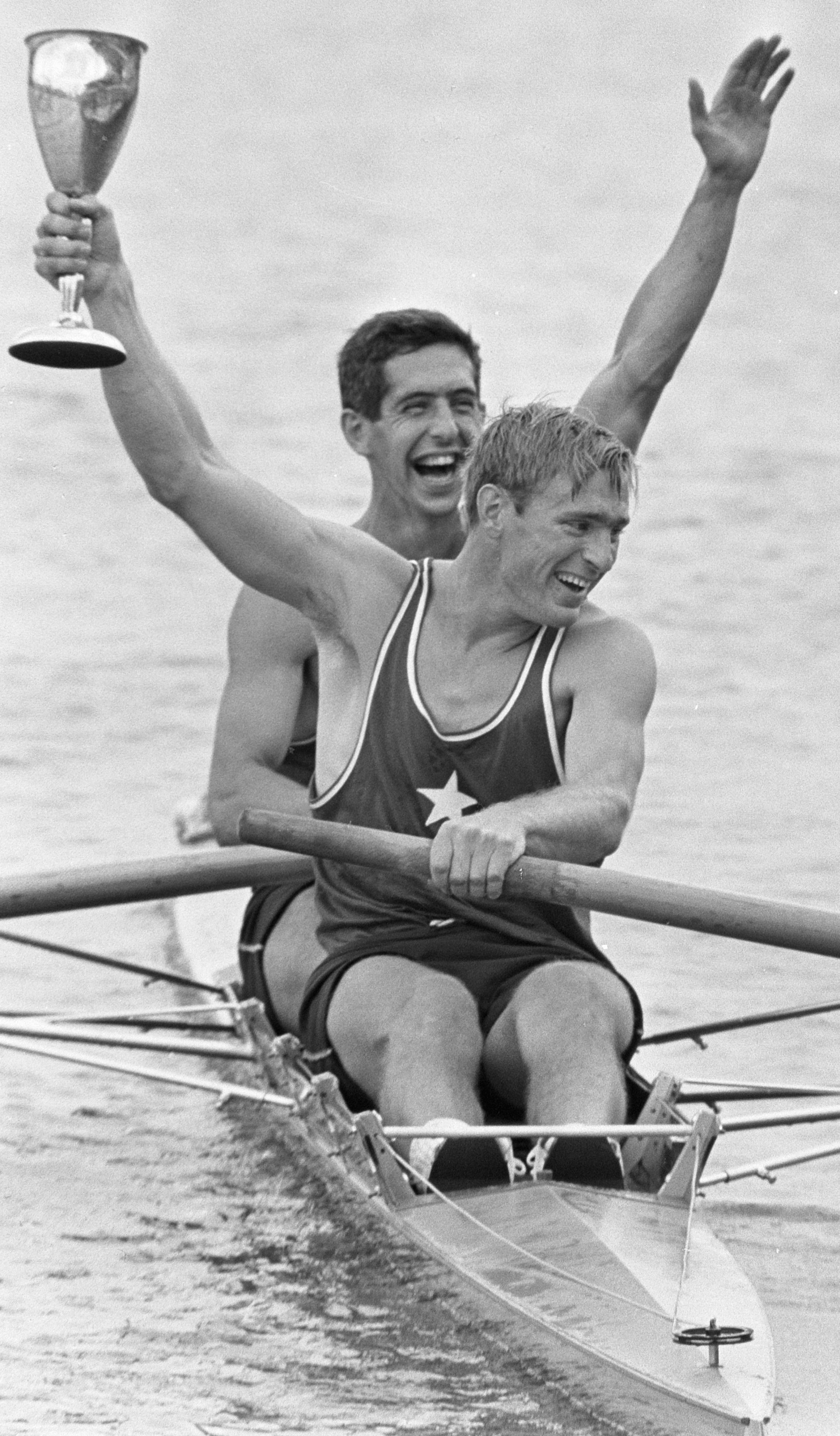
Johnson und Hough (vorn) 1968

Lawrence „Larry“ Alan Hough (* 4. April 1944 in Janesville, Wisconsin) ist ein ehemaliger Ruderer aus den Vereinigten Staaten. Er war mit dem Zweier ohne Steuermann Olympiazweiter 1968, Sieger bei den Panamerikanischen Spielen 1967 und zweimaliger Europameister.

## Karriere
Der 1,88 m große Lawrence Hough trat ab 1967 mit Philip Johnson im Zweier an. Die beiden gewannen 1967 bei den US-Meisterschaften, den Nordamerikameisterschaften und bei den Panamerikanischen Spielen in Winnipeg. Da Olympische Spiele und Ruder-Weltmeisterschaften in den 1960er Jahren nur alle vier Jahre stattfanden, waren Sportler aus Ländern außerhalb Europas auch bei Ruder-Europameisterschaften startberechtigt. Bei den Europameisterschaften 1967 siegten Johnson und Hough vor Peter Gorny und Günter Bergau aus der DDR.
Im Vorfeld der Olympischen Spiele 1968 in Mexiko-Stadt galten Johnson und Hough als Favoriten. Bei der olympischen Regatta gewannen sie ihren Vorlauf und ihr Halbfinale. Im Finale siegten Jörg Lucke und Hans-Jürgen Bothe aus der DDR mit 15 Hundertstelsekunden Vorsprung vor Johnson und Hough. 1969 siegten Johnson und Hough noch einmal bei den Europameisterschaften 1969. 1972 nahm Hough zusammen mit Dick Lyon an den Olympischen Spielen in München teil, die beiden verpassten den Einzug ins A-Finale und belegten den neunten Platz.
Hough graduierte 1966 an der Stanford University und ruderte dann für den Potomac Boat Club in Washington.